# La sirena varada
La sirena varada és una escultura d'Eduardo Chillida allotjada al Museo de Arte Público al Passeig de la Castellana, a Madrid. Fou la primera obra de Chillida que es va instal·lar en territori espanyol, així com la primera obra d'art que es va instal·lar a l'espai public durant la transició democràtica espanyola, després d'haver estat retirada l'any 1975 pel llavors alcalde de Madrid, Carlos Arias.
Originalment titulada Lugar de encuentros III, es tracta de la primera obra que Chillida realitzà en formigó armat. Aquesta tècnica va esdevenir força habitual en l'artista basc, qui també va emprar aquest material en obres tan rellevants com Elogi de l'aigua o Elogi de l'horizó, entre d'altres, unes obres que basen el seu contingut expressiu en el diàleg entre les formes rectes i corbes del formigó vist -amb les característiques marques dels encofrats- i el paisatge que les envolta. Chillida va crear aquesta escultura específicament pel lloc on està instal·lada, just a sota del pont que uneix els barris de Chamberí i Salamanca tot creuant el Passeig de la Castellana. L'obra està formada per diverses peces de formigó de traçat majoritàriament curvilini, llur combinació genera una sensació de moviment i joc d'espais i encontres que convida al públic a envoltar l'escultura tot descobrint-ne totes les facetes des de tots els punts de vista, car l'obra se sosté ingràvida (malgrat pesar entre sis i vuit tones) per quatre grans cables d'acer, com els emprats en el món de la marina.

## Història de la peça
L'any 1968 va arrencar el projecte del Pont de la Castellana, dissenyat per José Antonio Fernández Ordóñez i Julio Martínez Calzón. L'obra es va acabar l'any següent, i estava previst que l'any 1972, sota d'aquest vial, s'hi inaugurés el primer museu d'escultura a l'aire lliure ideat per Eusebio Sempere, amb obra de diversos artistes espanyols d'època contemporània, entre els que hi havia Eduardo Chillida, Andreu Alfaro, Martín Chirino, Julio González, Joan Miró o Alberto Sánchez, entre d'altres.
Chillida, un artista bandejat pel règim franquista, va crear l'obra específicament pel lloc on havia d'anar instal·lada. El maig de 1972, instants abans d'iniciar l'operació d'ancoratge de la peça sota el pont, l'alcalde de Madrid va ordenar aturar-ne la instal·lació tot al·legant el risc d'ensorrament de la infraestructura. L'escultura afectada era, de fet, un encàrrec sufragat pel mateix Ajuntament de Madrid, i per bé que des de l'alcaldia es va argumentar el risc que afectava el pont recentment inaugurat, els enginyers encarregats de l'obra havien assegurat que l'estructura podia resistir la càrrega sense problemes i que la decisió fou purament política, impulsada per la ideologia d'Arias Navarro, incòmode davant del fet que un artista basc i manifestament antifranquista instal·lés una obra a l'espai públic de la ciutat que governava.
La instal·lació va quedar suspesa fins l'abril de 1973, quan Chillida va decidir donar l'obra a Joan Miró, perquè l'exposés a la Fundació Miró. Tanmateix, com que llavors l'edifici de Barcelona encara estava en construcció, l'obra va viatjar fins a Sant Pau de Vença i fou penjada d'un dels sostres de la Fundació Maeght. A més, Joan Miró va expressar el seu suport a Chillida tot negant-se a cedir pel museu d'escultura a l'aire lliure la Mère Ubu, l'escultura que s'havia compromès a aportar a aquesta iniciativa (que de fet feia al·lusió a la mare de Franco tot cridant contra el totalitarisme i que esdevenia la primera obra de Miró que es podia veure a Madrid), fins que l'obra de Chillida no fos instal·lada al lloc que li corresponia. No obstant això, els dos alcaldes que van succeir Arias Navarro al càrrec (Miguel Ángel García-Lomas i Juan de Arespacochaga) van mantenir-se en la mateixa postura que Arias Navarro. Com a reconeixement el gest de Miró, un cop l'obra fou definitivament instal·lada, Chillida va fer donació d'una obra seva, Arquitectura heterodoxa I, a la Fundació Miró.
Finalment, fou José Luis Álvarez Álvarez qui va promoure la instal·lació de l'obra al seu emplaçament. La iniciativa va precisar quatre mesos de tràmits burocràtics, i finalment l'obra fou instal·lada sota el Pont de la Castellana el 10 de setembre de 1978. Ja en aquella època l'escultura havia passat a ser popularment coneguda com La sirena varada, en al·lusió al temps que l'obra va estar esperant la seva ubicació definitiva. El nom fa referència a l'obra teatral homònima d'Alejandro Casona, per bé que a l'artista aquest nom popular mai li va plaure.